# Bolesław Kilian
Bolesław Kilian (ur. 1947) – polski polityk i pedagog, w latach 1994–1998 wicewojewoda koszaliński.

## Życiorys
Zdobył wykształcenie wyższe, z zawodu pedagog. Został m.in. autorem rozdziału w publikacji Gospodarka, człowiek, środowisko na obszarach wiejskich (2001).
Zaangażował się w działalność polityczną w ramach Zjednoczonego Stronnictwa Ludowego, pod koniec lat 80. był kierownikiem Wydziału Propagandy KW ZSL w Koszalinie. Został później członkiem władz PSL „Odrodzenie” w województwie koszalińskim, a w 2004 wiceprezesem Polskiego Stronnictwa Ludowego w województwie zachodniopomorskim. Od 10 marca 1994 do 26 lutego 1998 zajmował stanowisko wicewojewody koszalińskiego. Wystartował w wyborach do Sejmu w 1997 i 2007, a w 2001 kandydował do Senatu w okręgu nr 39 (zajął 6. miejsce na 7 pretendentów). Później był wiceprezesem rady Wojewódzkiego Funduszu Ochrony Środowiska i Gospodarki Wodnej w Szczecinie.
Żonaty z Jadwigą, radną sejmiku zachodniopomorskiego I kadencji z ramienia SLD. Odznaczony m.in. Krzyżem Kawalerskim Orderu Odrodzenia Polski (1999).